# Lake Ann
Lake Ann – wieś w Stanach Zjednoczonych, w stanie Michigan, w hrabstwie Benzie.